# Mentzelia humilis
Mentzelia humilis är en brännreveväxtart som först beskrevs av Per Axel Rydberg, och fick sitt nu gällande namn av J. Darlington. Mentzelia humilis ingår i släktet Mentzelia och familjen brännreveväxter. Utöver nominatformen finns också underarten M. h. guadalupensis.